# Helpsen
Helpsen – miejscowość i gmina w Niemczech w kraju związkowym Dolna Saksonia, w powiecie Schaumburg, siedziba gminy zbiorowej Nienstädt.